# 格奥尔格·多纳图斯 (黑森-达姆施塔特)
格奥尔格·多纳图斯·威廉·尼库劳斯·爱德华·亨利·卡尔（GEORG DONATUS Wilhelm Nikolaus Eduard Heinrich Karl，1906年11月8日—1937年11月16日），是黑森末代大公恩斯特·路德维希和第二任妻子索爾姆斯-霍恩索爾姆斯-利希的艾蕾諾爾的長子。黑森和莱茵河畔大公国大公世子，黑森家族达姆施塔特支首领。

## 生平
格奥尔格·多纳图斯1906年11月8日生于黑森和莱茵河畔大公国首都达姆施塔特，黑森和莱茵河畔大公恩斯特·路德维希与第二任妻子索爾姆斯-霍亨索爾姆斯-利希的艾蕾諾爾的长子。
格奥尔格·多纳图斯出生即成为黑森和莱茵河畔大公国的大公世子。1918年德国废除君主制，恩斯特·路德维希被迫逊位，格奥尔格·多纳图斯失去了继承大公之位的机会。
格奥尔格·多纳图斯于1931年与希腊公主塞西莉娅结婚。1937年5月1日，夫妇二人加入纳粹党。
格奥尔格·多纳图斯的父亲恩斯特·路德维希于1937年10月9日去世。他继承父亲成为黑森家族达姆施塔特支族长，黑森大公继承人。

## 去世
1937年11月17日，格奥尔格·多纳图斯的弟弟路德维希与英国贵族玛格丽特·坎贝尔-格德斯结婚。他与母亲埃莱奥诺尔、妻子塞西莉娅、儿子路德维希和亚历山大一起于11月16日前往伦敦参加婚礼。他们乘坐的Ju 52運輸機从科隆出发，目的地伦敦，中途停靠布鲁塞尔。由于布鲁塞尔的天气情况十分糟糕，临时决定停靠在比利时的奥斯坦德。不幸的是奥斯坦德的天气情况更加糟糕，飞机在降落时撞上一个工厂的烟囱，起火燃烧。机上人员全部罹難，包括塞西莉娅怀着的孩子。这场空难对于黑森-达姆施塔特大公家族是毁灭性的，家族首领、家族的继承人都在此场空难中去世，黑森-达姆施塔特大公家族只剩路德维希一名男嗣。
几天后，他们的葬礼在达姆施塔特举行。路德维希、塞西莉娅的弟弟菲利普亲王、塞西莉娅的大姐夫霍亨洛厄-朗根堡亲王戈特弗里德、塞西莉娅的二姐夫巴登藩侯贝托尔德、格奥尔格·多纳图斯的远房堂弟和表弟黑森-卡塞尔的菲利普、格奥尔格·多纳图斯的堂叔，也是菲利普亲王的舅舅缅甸的蒙巴顿伯爵路易斯·蒙巴顿以及普鲁士王子奥古斯特·威廉都参加了葬礼。

## 婚姻与子女
格奥尔格·多纳图斯1931年2月2日娶希腊的塞西莉娅公主为妻。塞西莉娅公主是格奥尔格·多纳图斯的表兄希腊的安德烈王子与爱丽丝·蒙巴顿的第三个女儿。二人有二子一女：
- 长子路德维希·恩斯特·安德烈阿斯（Ludwig Ernst Andreas，1931年10月25日－1937年11月16日）
- 次子亚历山大·格奥尔格·卡尔·亨利（Alexander Georg Karl Heinrich，1933年4月14日－1937年11月16日）
- 长女约翰娜·玛琳娜·埃莱奥诺尔（Johanna Marina Eleonore，1936年9月20日－1939年6月14日），1937年未随父母参加叔叔的婚礼，幸免于难。后来被叔叔路德维希收养，三岁不到时死于脑膜炎。

## 祖辈
他的祖辈们详见下表：
| 黑森大公世子格奥尔格·多纳图斯 | 父亲： 黑森和莱茵河畔大公恩斯特·路德维希    | 祖父： 黑森和莱茵河畔大公 路德维希四世        | 祖父之父： 黑森-達姆施塔特的卡爾親王                |
| 黑森大公世子格奥尔格·多纳图斯 | 父亲： 黑森和莱茵河畔大公恩斯特·路德维希    | 祖父： 黑森和莱茵河畔大公 路德维希四世        | 祖父之母： 普鲁士公主伊莉莎白                       |
| 黑森大公世子格奥尔格·多纳图斯 | 父亲： 黑森和莱茵河畔大公恩斯特·路德维希    | 祖母： 联合王国和萨克森-科堡-哥达公主愛麗絲   | 祖母之父： 萨克森-科堡-哥达的艾伯特王子             |
| 黑森大公世子格奥尔格·多纳图斯 | 父亲： 黑森和莱茵河畔大公恩斯特·路德维希    | 祖母： 联合王国和萨克森-科堡-哥达公主愛麗絲   | 祖母之母： 联合王国女王维多利亚一世                 |
| 黑森大公世子格奥尔格·多纳图斯 | 母亲： 索爾姆斯-霍亨索爾姆斯-利希的艾蕾諾爾 | 外祖父： 索爾姆斯-霍亨索爾姆斯-利希親王赫爾曼 | 外祖父之父： 索尔姆斯-霍亨索尔姆斯-利希的斐迪南     |
| 黑森大公世子格奥尔格·多纳图斯 | 母亲： 索爾姆斯-霍亨索爾姆斯-利希的艾蕾諾爾 | 外祖父： 索爾姆斯-霍亨索爾姆斯-利希親王赫爾曼 | 外祖父之母： 科拉托与圣·萨尔瓦托雷的卡洛琳          |
| 黑森大公世子格奥尔格·多纳图斯 | 母亲： 索爾姆斯-霍亨索爾姆斯-利希的艾蕾諾爾 | 外祖母： 施托尔贝格-韦尔尼格罗德的阿格尼斯    | 外祖母之父： 施托尔贝格-韦尔尼格罗德-雅诺维茨的威廉 |
| 黑森大公世子格奥尔格·多纳图斯 | 母亲： 索爾姆斯-霍亨索爾姆斯-利希的艾蕾諾爾 | 外祖母： 施托尔贝格-韦尔尼格罗德的阿格尼斯    | 外祖母之母： 施托尔贝格-罗斯拉的伊丽莎白            |

| 格奥尔格·多纳图斯 (黑森-达姆施塔特) 黑森王朝出生于：1906年11月8日逝世於：1937年11月16日 | 格奥尔格·多纳图斯 (黑森-达姆施塔特) 黑森王朝出生于：1906年11月8日逝世於：1937年11月16日 | 格奥尔格·多纳图斯 (黑森-达姆施塔特) 黑森王朝出生于：1906年11月8日逝世於：1937年11月16日 |
| 德意志皇族                                                                              | 德意志皇族                                                                              | 德意志皇族                                                                              |
| --------------------------------------------------------------------------------------- | --------------------------------------------------------------------------------------- | --------------------------------------------------------------------------------------- |
| 前任： 恩斯特·路德维希                                                                  | 黑森家族达姆施塔特支首领 1937年10月9日－11月16日                                        | 繼任： 路德维希                                                                         |